# Mella (fiume)
Il Mella (la Mèla in dialetto bresciano) è un fiume a carattere torrentizio che attraversa la provincia di Brescia e fa da confine con quella di Cremona sfociando a Seniga nell'Oglio.

## Corso del fiume
Lungo 96 km, nasce nella zona del Maniva, scorre nella Val Trompia e nella pianura fino alla confluenza nell'Oglio.
A sud di Brescia passa tra il comune di Roncadelle e Chiesanuova (quartiere di Brescia), è sormontato dalla Tangenziale Sud e dall'autostrada A4, taglia a metà il comune di Castel Mella e si dirige verso il cuore della bassa bresciana toccando (tra gli altri) i comuni di Offlaga, Manerbio e Pavone Mella, prima di entrare in pianura e confluire da sinistra nell'Oglio presso Seniga; la confluenza è punto di confine con il comune di Ostiano e la Provincia di Cremona.

### Comuni attraversati
Collio, Bovegno, Pezzaze, Tavernole sul Mella, Marcheno, Gardone Val Trompia, Sarezzo, Villa Carcina, Concesio, Collebeato, Brescia, Roncadelle, Castel Mella, Azzano Mella, Capriano del Colle, Dello, Offlaga, Manerbio, Pavone del Mella, Cigole, Milzano, Pralboino, Seniga e Ostiano.

## Fauna
Avifauna nidificante: 
Il tratto dalla sorgente fino a metà Valle Trompia è di tipo decisamente torrentizio ed ospita la classica fauna dei torrenti alpini come merlo acquaiolo, ballerina bianca e gialla. Le ultime due presenti di fatto per tutto il fiume. Scendendo verso la pianura, nel tratto fino a Brescia, il Mella si allarga con progressivo incremento dell'alveo e maggiore presenza di Anatidi (quasi unicamente Germano reale) e Ardeidi (poche Garzette e qualche Airone cenerino). In media Valle è presente una piccola garzaia di Airone cenerino. Presente inoltre la Gallinella d'acqua. Raro il Martin pescatore. Come svernamento la specie più eclatante è lo Smergo maggiore, specie apparsa di recente. In inverno il merlo acquaiolo scende decisamente a sud, portandosi decisamente più a sud. Non ci sono studi specifici sull'avifauna, in generale si possono consultare gli Atlanti dei nidificanti della provincia. 
Escludendo la parte iniziale il fiume non è circondato da boschi maturi di media o elevata estensione (es. F. Oglio) ma solo da pochi alberi. Le rive sono spesso tagliate a raso per dichiarati motivi di gestione di eventuali piene.
Il fiume costituisce già a priori un modesto corridoio ecologico per la ristrettezza dell'alveo e per la forte edificazione anche nei pressi delle sponde. Inoltre la fauna presente in Valle Trompia è numericamente di scarsa entità. Ultimamente è stato proposto e realizzato un corridoio ecologico tra l'estrema propaggine delle colline (Collebeato) e il fiume verso sud ma, dopo iniziale studio con report di solo faina e riccio (oltre a gatto domestico) non si hanno notizie della fruizione della fauna della rotta. 
Interessanti dal punto di vista naturalistico sono i vicinissimi laghetti di Capriano del Colle dove alcune papere sono diventate stanziali. Non è raro vedere qualche airone.
Nell'alto corso è ben presente la trota fario e lo scazzone; da Gardone fino a Brescia questi pesci gradualmente scompaiono e si ha una discreta presenza ciprinicola come cavedani, barbi, lasche, vaironi e triotti.

## Storia
Nel 1527 una grande alluvione del Mella colpisce la Valtrompia e fa crollare il ponte di Pregno.
Nel 1531, 1536, 1557 e 1576 si verificano delle alluvioni nell'alta valle.
Nel 1850 una piena del Mella devasta la valle. L'avvocato Angelo Mazzoldi ne lasciò un minuzioso ricordo: a partire dalla sera del 14 agosto un fragoroso rumore si spandea per l'aere come di montagne che si muovessero, cozzassero insieme e l'una sull'altra ruinassero. Solo all'alba ci si poté fare un'idea complessiva del danno enorme patito da tutta la valle. A Bovegno, Castello e Graticelle erano andati distrutti mulini e forno fusorio, a Pezzoro era stato rovinato il caseggiato Alzanola, a Lavone, Pezzaze e Tavernole furono distrutti altri mulini e fucine e il celebre forno fusorio danneggiato. Bovegno rimase isolato dalla provincia per più di un mese, dato che la strada di valle era stata completamente travolta. Stessa scena si poteva registrare nel discendere la valle, dove non si vedono che fossi colmati, muri atterrati e portati sui campi, acquedotti e ponti scalzato o travolti, terreni non più seminati ormai a biade o di piante ma di rovine. All'alba uno scenario irreale si presentò agli osservatori con cadaveri dei miseri che erano stati dalla corrente deposti al suolo, gli animali o morti o semivivi, le masserizie di ogni sorta ravviluppati fra gli alberi, fra i massi, fra le sabbie, raddoppiavano il terrore. Furono rovinate in maniera radicale le strade che percorrevano la valle.

## Economia
Il fiume viene impiegato per irrigare i campi, propagando la sua acqua nella zona attraverso dei piccoli canali, comunemente chiamati fossi.

## Affluenti
Il Mella riceve inoltre svariati affluenti dalla sorgente alla foce:
- Val Trompia: (dalle sorgenti a Brescia)
  - Torrente Bavorgo
  - Rio Torgola
  - Torrente Mella di Sarle
  - Torrente Meola
  - Torrente Mella di Irma
  - Torrente Molinorso
  - Fosso Marmentino
  - Torrente San Filastro
  - Torrente Valle Scura
  - Torrente Corna Gemelle
  - Torrente Biogno
  - Torrente Vandeno
  - Torrente Re di Inzino
  - Torrente Tronto di Gardone
  - Torrente Cornè
  - Torrente Gombiera
  - Torrente Pregno
  - Torrente Redocla
  - Torrente Faidana
  - Torrente Tronto

- in Pianura (da Brescia alla foce nell'Oglio):
  - Gandovere/Mandolossa
  - Garzetta
  - Torrente Lussignolo
  - Fosso Molone
  - Fosso Santa Giovanna